# Humoreska (film)
Humoreska je české filmové drama režiséra Otakara Vávry z roku 1939. Film produkovala filmová společnost Lucernafilm. Příběh pojednává o generačním příběhu otce a syna v adaptaci stejnojmenném novely Karla Matěje Čapka-Choda. Film vzbudil u diváků zájem již předem, protože reprezentoval českou filmovou tvorbu na VII. mezinárodním filmovém festivalu na benátském Biennale v roce 1939, kde sklidil mimořádný úspěch. Svým dějem pokrývá dobu asi třiceti roků.

## Děj
Mladý student Josef Hupka (Rudolf Hrušínský, ve středním věku Jaroslav Průcha) neuspěl u maturity, protože víc energie věnoval hudbě než studiem na škole. Po hádce s otcem uteče z domova a dá přednost své lásce-hudbě. Stane se členem potulné hudební kapely, kde se seznámí s houslistkou Hanči (Božena Šustrová), se kterou má syna Hynka (Vladimír Salač, později Ladislav Boháč). Jeho manželka ale brzo zemře na tyfus. Hupka se snaží uživit sebe a syna pouličním hraním na housle, ale moc se mu nedaří. Jednou ale má štěstí, že Dvořákovu Humoresku, kterou hraje, uslyší advokát Multrus (František Smolík a nabídne mu práci ve své kanceláři jako koncipient. Jako podmínku si ale klade, že se musí stát členem jeho kvarteta, protože slyší, že Hupka je hlavně výborným houslistou. Hynek je velmi sympatický Multrusově ženě Julie (Jiřina Šejbalová), bývalé umělkyni z varieté, a Hynka svede. V kanceláři Hynek úspěšně vyřizuje závěť pana Svídy, ale když listiny předložit soudu, nemůže závěť najít. Závěť ukradla Julie na rozkaz bývalého milence Forejta (František Kreuzmann), ale starému Hupkovi se podaří lstí závěť získat zpět. Julie v hysterickém záchvatu prosí Hynka o odpuštění a o lásku. Její manžel Multrus, který výjev sleduje dostává infarkt a umírá...
Známá Dvořákova skladba Humoreska, která se stala i titulem filmu, se objevuje vždy znovu v závažných chvílích života otce a syna Hupkových.

## Ocenění
Film získal v roce 1939 Cenu ministra průmyslu, obchodu a živností. Ministr Vlastimilem Šádek 28. 9. 1939 udělil na návrh odborné poroty čestnou filmovou cenu za celovečerní hraný film výrobci Lucernafilmu. Otakar Vávra dostal na návrh odborné poroty Svatováclavskou čestnou filmovou cenu za scénář v peněžité výši 5 000 korun

## Tvůrci
- Námět: Karel Matěj Čapek-Chod novela Humoreska
- Scénář: Otakar Vávra
- Hudba: František Škvor
- Zvuk: Josef Zora, Karol Vondra
- Kamera: Jan Roth
- Režie: Otakar Vávra
- Další údaje: černobílý, 86 min, drama